# Baku City Circuit
A Baku City Circuit (azeri betűkkel: Bakı Şəhər Halqası) egy Formula–1-es versenypálya Bakuban, amely 2016-ban a Formula–1 európai nagydíjnak adott otthont, 2017-től pedig az azeri nagydíjat rendezik itt.

## Története
2013 decemberében a Formula–1 elnök-vezérigazgatója, Bernie Ecclestone 2016-ra javasolta a bakui versenyt. Később azt mondta, hogy mivel a koreai nagydíj szervezői szerződésszegés incidensbe keveredtek, a bakui pályának 2015-re működnie kell. 2014 júliusában bejelentették, hogy a verseny debütálására várni kell 2016-ig.
A pályát Hermann Tilke tervezte meg. Hat kilométeres, az óramutató járásával ellentétes elrendezése van.
Az első versenyt 2016. június 19-én rendezték meg.